# Gerd Scheffold
Gerd Scheffold (* 27. Januar 1954 in Laupheim) ist ein deutscher Politiker (CDU).

## Leben
Nach dem Abitur in Laupheim studierte Scheffold Rechtswissenschaften in Tübingen und wurde 1983 Referent beim Bundesverband der Selbständigen Baden-Württemberg. Von 1986 bis 1999 war er Geschäftsführer des BDS Südwürttemberg. Später wechselte er wieder zum BDS Baden-Württemberg. Scheffold ist verheiratet und hat vier Kinder.
Seit 1986 gehört er dem Aufsichtsrat der Genossenschaft für Wohnungsbau (GWO) in Laupheim an.

## Politik
Von 1976 bis 1984 war Scheffold Kreisvorsitzender der Jungen Union Biberach, 1984 bis 1988 Mitglied im Deutschlandrat der Jungen Union, und von 1986 bis 1996 Vorsitzender der CDU in Laupheim. 1984 wurde er in den Laupheimer Gemeinderat gewählt, dem er 17 Jahre angehörte, davon sieben Jahre als Fraktionsvorsitzender. Von 1992 bis 2001 war er Mitglied im Landtag von Baden-Württemberg. Er vertrat dort das Direktmandat des Wahlkreises Biberach.
Von 1996 bis 1999 gehörte er dem Rundfunkrat des Südwestfunks (SWF), von 1999 bis 2002 dem Rundfunkrat des Südwestrundfunks (SWR) an. Mitglied im Landesmedienrat Baden-Württemberg war er von 1987 bis 1989 und wiederum seit 2007.